# Unforgettable Final Odyssey
『Unforgettable Final Odyssey』（アンフォーゲッタブルファイナルオデッセイ）は、2014年7月9日にSPACE SHOWER MUSICよりリリースされたゆるめるモ!の初のフルアルバム。略称は「UFO」。

## 概要
“邦題”は「忘れがたき最期の旅路」。「宇宙旅行」をアルバムのテーマにしている。
プロデューサーの田家大知は「アイドルとして入り口を広げておいて、最後はドゥープな世界に展開させた」と語っている。
収録曲のうち、『ゆるめるモん』、『なつ おん ぶるー』、『逃げろ!!』、『ぺけぺけ』、『DO FUFU』は現メンバー8人バージョンによる再録である。
2014年8月9日をもって、ゆいざらすが卒業したため、8人体制での最初で最後のフルアルバムとなった。
2014年5月21日、LIQUIDROOMでのワンマンライブの告知と同時にリリースが発表された。発表当時のアルバム名は「未知との遭遇」であった。6月9日にゆいざらすが卒業を発表したことに相まってアルバム名が現在のものに変更された。
収録楽曲の内、『生きろ!!』、『スキヤキ』、『OO（ラブ）』、『たびのしたく』のミュージック・ビデオが制作されている。
『たびのしたく』のミュージック・ビデオはLIQUIDROOMにて開催された初のワンマンライブ『2014:A Space Odyssey On Liquid RooMo!〜リキッドルーモ!号で行く、2014年宇宙の旅〜』の模様が収められており、箱庭の室内楽、JOJO広重（非常階段）、張替智広（キンモクセイ）による生演奏バージョンとなっている。
アルバムの帯、および各メンバーの説明文はアルバム全曲の作詞を手掛けた小林愛（miami）によるものである。
アルバム発売を記念して、タワーレコード新宿店のコラボレーションポスター企画「NO MUSIC, NO IDOL?」に初登場。コラボレーションポスターは、｢増殖ver.｣と｢宇宙旅行ver.｣の2種を制作。
アルバムの裏ジャケットはディーヴォの『欲望心理学』のオマージュである

## 収録曲
既発楽曲についての詳細な解説は当該項目を参照のこと。
1. 「Majiwaranai CAts」
ビースティ・ボーイズの「Sabotage」をオマージュした楽曲[4]。
田家はこの曲で「誰にも負けないビースティ・ボーイズ愛があると示したかった」とコメントしている。
タイトルの大文字部分のみを繋げると、小林が敬愛するというビースティー・ボーイズのメンバー「MCA」の名前になる。
2. 「ゆるめるモん」
1stシングル「HELLO WORLD EP」収録曲。本作リリース時点のメンバー8人で歌い直されている。
前曲との繋ぎを意識し、イントロの冒頭部分が省略されている。
3. 「べぜ～る」
タイトルは時計の部品のベゼルを意味しているほか、指輪の台座部分という意味もあるという[8]。
4. 「逃げろ!!」
ゆるめるモ！のコンセプトが表現された楽曲[9]。
本作リリース時点のメンバー8人で歌い直されている
5. 「生きろ!!」
歌詞は「逃げろ!!」の続編である。
6. 「場viewer」
読みは「ばびゅーあ」[10]。The Death Setを意識したエレクトロヒップホップパンク[4]。
アルバムテーマが「宇宙」であることにかけて、この曲では「次元」をテーマとしている[8]。
ハシダが自身が作・編曲に関わらない曲で唯一レコーディングにギターで参加している。
7. 「ぺけぺけ」
ライブで披露されていたものとはアレンジが異なる。
田家は本作にこの楽曲を収録するべきか迷ったという。
8. 「私の話、これでおしまい」
HONDALADY「愚仮面」の異名同曲。
9. 「スキヤキ」
10. 「DO FUFU」
「卒業」がテーマ。編曲はストロークスを意識している[4]。2013年頃にライブで披露されていたものとはアレンジが大きく異なり、当時のものはテクノポップ的なアレンジであった。当時のバージョンについては公式YouTubeにて映像が公開されている。
ライブではあのがギターで参加することもある。
11. 「なつ おん ぶるー」
本作リリース時点のメンバー8人で歌い直されている。
12. 「00(ラブ)」
読みは「オーオー」。ライブでは日の丸扇子を使ったパフォーマンスをする。これは「O」の形と日の丸とをかけたもので、また「日本を背負う」という意味もある。これは振り付けを手掛けたもねによる提案である。
中盤の語りは夏目漱石の「草枕」を元にしている。小林が好きな小説であり、また同作のテーマが「旅」であるため本作に合うのではと思い使用したという[8]。
13. 「たびのしたく」
アニマル・コレクティヴやポップ・グループに影響された「宇宙・壮大さ」が題材のリードトラック[11]。ライブ映像を用いたMVが製作されている。
KAI-YOUとluteのコラボコンテンツ「lute meets idol」の動画の中で田家からハシダへ送られたこの楽曲の製作依頼メールの全文が公開されており[12]、その中でテーマを「踊れるポスト・パンク＋Across The Universe」と記述している。
元々は最初のサビで終わる淡白な仕上がりになるはずであったが、田家の「もう一度(最初のリフに)戻ってほしい」という要望により7分近い大作となった。これについてハシダは当初「そんなことはできない」と断ったが、田家の非常に強い要望によりなんとか最初のリフに戻るアレンジに変更し、現在の形で完成したという。
非常階段のJOJO広重は同曲を絶賛、非常階段や広重とのコラボライブでは「New Escape Underground!|SWEET ESCAPE」と共に演奏されることが多い。
歌詞のテーマについて小林は「輪切りにしたオレンジを宇宙に例える」というよくわからないテーマだと語っている[8]。また作詞にあたり楽曲を渡された際には、アイドルの楽曲としてどうなのかととても戸惑ったという。

## 収録内容
| 全作詞: 小林愛 (miami)。 |                            |                |                        |                  |      |
| #                        | タイトル                   | 作詞           | 作曲                   | 編曲             | 時間 |
| 1.                       | 「Majiwaranai CAts」       | 小林愛 (miami) | 田家大知、ハシダカズマ | ハシダカズマ     | 2:48 |
| 2.                       | 「ゆるめるモん」           | 小林愛 (miami) | 田家大知               | Tamptin          | 3:04 |
| 3.                       | 「べぜ～る」               | 小林愛 (miami) | 大星徹                 | 大星徹           | 3:53 |
| 4.                       | 「逃げろ!!」               | 小林愛 (miami) | 松坂康司               | 松坂康司         | 4:59 |
| 5.                       | 「生きろ!!」               | 小林愛 (miami) | 松坂康司               | 松坂康司         | 4:28 |
| 6.                       | 「場viewer」               | 小林愛 (miami) | 田家大知、松坂康司     | 松坂康司         | 3:46 |
| 7.                       | 「ぺけぺけ」               | 小林愛 (miami) | 田家大知               | Tamptin          | 4:29 |
| 8.                       | 「私の話、これでおしまい」 | 小林愛 (miami) | マル (HONDALADY)       | マル (HONDALADY) | 4:13 |
| 9.                       | 「スキヤキ」               | 小林愛 (miami) | 田家大知、松坂康司     | 松坂康司         | 5:39 |
| 10.                      | 「DO FUFU」                | 小林愛 (miami) | 田家大知               | Tamptin          | 3:20 |
| 11.                      | 「なつ おん ぶるー」       | 小林愛 (miami) | Tamptin                | Tamptin          | 5:29 |
| 12.                      | 「00(ラブ)」               | 小林愛 (miami) | Tamptin                | Tamptin          | 6:22 |
| 13.                      | 「たびのしたく」           | 小林愛 (miami) | ハシダカズマ           | ハシダカズマ     | 6:43 |
| 合計時間:                | 合計時間:                  | 合計時間:      | 合計時間:              | 59:20            |      |